# En concert Houston-Lyon
Albums de Jean-Michel Jarre
Rendez-vous
(1986) Révolutions
(1988)
Singles
1. Rendez-vous II Houston
Sortie : 1987
2. Rendez-vous Lyon
Sortie : 1987

En concert Houston-Lyon est un album live de Jean-Michel Jarre, sorti en 1987. Il regroupe une sélection d'enregistrements faits lors des concerts donnés le 5 avril 1986 à Houston et le 5 octobre 1986 à Lyon. Les morceaux enregistrés ont été retouchés et mixés en studio pour la préparation du disque.

## Les concerts

### Houston

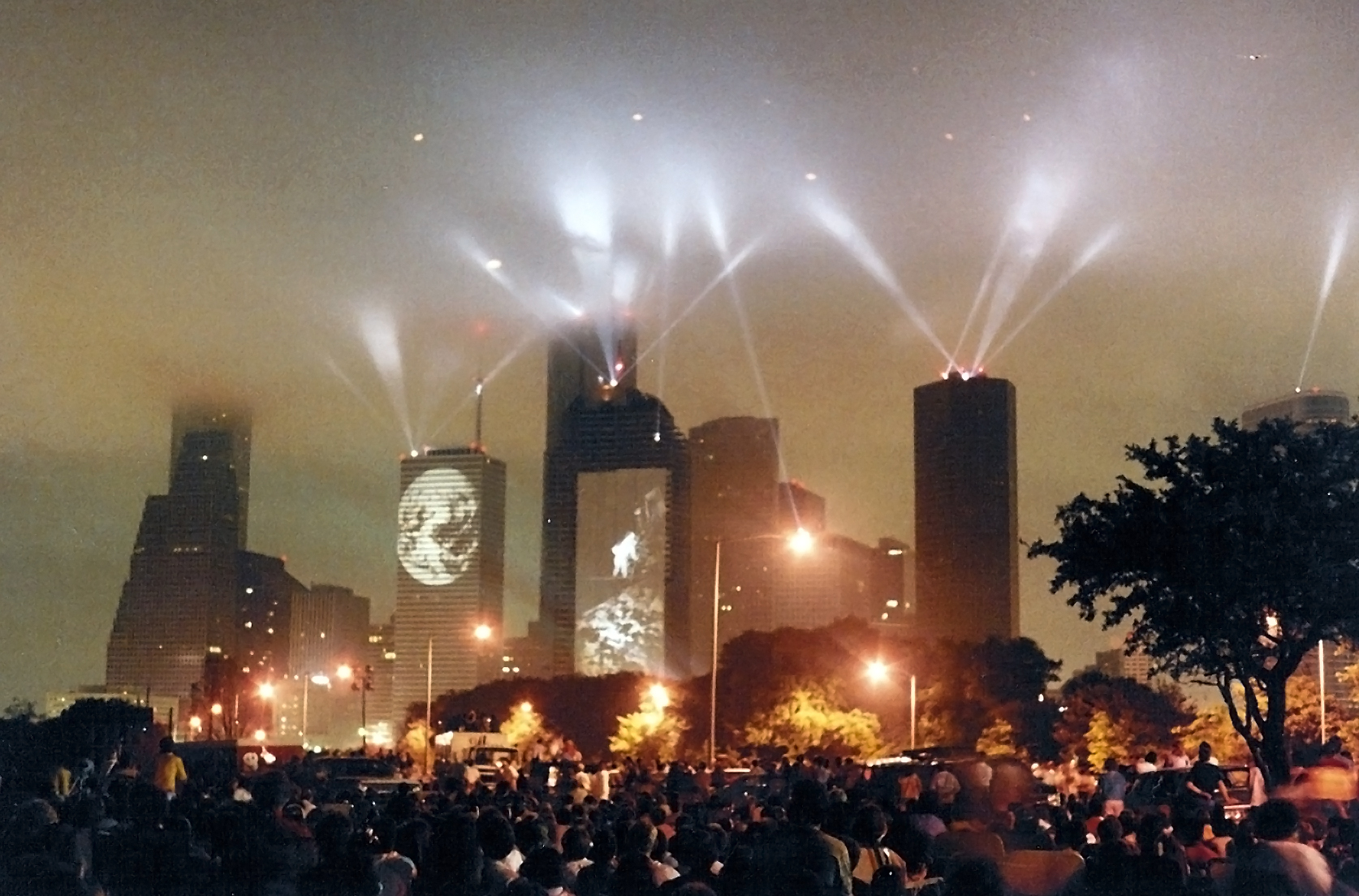
Le concert à Houston.

Le 5 avril 1986, Jean-Michel Jarre donne un concert à Houston en l'honneur des 150 ans de la ville et des 25 ans de la NASA. Dans cette perspective, il compose dans l'urgence l'album Rendez-vous. Le dernier morceau de cet album devait être interprété pendant le concert au saxophone dans la navette Challenger par Ronald McNair, un astronaute et ami de Jean-Michel Jarre. La navette Challenger explose en vol le 28 janvier 1986. Consterné par la nouvelle, Jean-Michel Jarre est à deux doigts d'annuler le concert. Finalement, la seule conséquence est que le titre Rendez-vous VI est renommé Ron's Piece (littéralement « le morceau de Ron ») en hommage aux astronautes disparus dans la catastrophe.
Sept ans après le concert géant donné sur la place de la Concorde en juillet 1979, Jean-Michel Jarre établit un record du monde : 1 300 000 personnes environ sont venues assister au concert.
Le concert à Houston est assez remarquable, car les morceaux les plus célèbres du compositeur comme Oxygène Part IV ou Équinoxe IV ne sont pas joués et laissent ainsi la place à d'autres plus rarement interprétés sur scène (Oxygène V, Équinoxe II, Oxygène I...).

### Lyon
Après son concert mémorable à Houston, le musicien est convié à donner un concert à Lyon, six mois plus tard jour pour jour, à l'occasion de la venue du pape Jean-Paul II. Il s'agit d'une occasion en or pour le compositeur de se produire dans sa ville natale. Le concert se déroule sur les quais de Saône devant le palais de justice. Par rapport à celui de Houston, le concert est plus court, certains morceaux ont été conservés (Équinoxe 5 et 7, Rendez-vous 2, 3, 4 et 6, ainsi que Ethnicolor mais joué en version intégrale cette fois), d'autres mis de côté (Équinoxe 2 et 4, Oxygène 1, 2, 4 et 5) tandis que quelques morceaux sont joués pour la 1re fois, comme Woollomooloo et Les chants magnétiques 1. Environ 800 000 personnes assistent à l'événement.

## Liste des titres
L'origine de l'enregistrement (Houston ou Lyon) n'est précisée pour aucun des morceaux choisis pour figurer sur l'album.
Deux éditions principales de l'album existent : une de courte durée, la plus répandue, disponible en vinyle, cassette et CD, et une édition « version intégrale » de 72 minutes sur support CD. Cette dernière comporte deux titres supplémentaires (Wooloomooloo et Équinoxe 7), une version un peu différente de Équinoxe 5 (plus particulièrement dans la rythmique), des transitions différentes et des titres en version plus longue (notamment Les Chants Magnétiques 1 et Rendez-vous 4).

### Édition ordinaire (vinyle, cassette, CD)
| No | Titre                         | Durée |
| -- | ----------------------------- | ----- |
| 1. | Oxygène V                     | 1:17  |
| 2. | Ethnicolor                    | 9:31  |
| 3. | Chants Magnétiques I          | 4:10  |
| 4. | Souvenir de Chine             | 3:13  |
| 5. | Équinoxe V                    | 3:18  |
| 6. | Rendez-vous III (Harpe Laser) | 3:29  |
| 7. | Rendez-vous II                | 10:38 |
| 8. | Ron's Piece                   | 4:16  |
| 9. | Rendez-vous IV                | 3:54  |

### Édition «version intégrale» (CD)
| No  | Titre                         | Durée |
| --- | ----------------------------- | ----- |
| 1.  | Oxygène V                     | 1:30  |
| 2.  | Ethnicolor                    | 11:40 |
| 3.  | Chants Magnétiques 1          | 8:10  |
| 4.  | Souvenir de Chine             | 5:36  |
| 5.  | Équinoxe V                    | 6:00  |
| 6.  | Rendez-vous III (Harpe laser) | 3:55  |
| 7.  | Équinoxe VII                  | 5:29  |
| 8.  | Wooloomooloo                  | 3:22  |
| 9.  | Rendez-vous II                | 11:55 |
| 10. | Ron's Piece                   | 6:35  |
| 11. | Rendez-vous IV                | 6:57  |

Note 1 : Les titres Ethnicolor et Rendez-Vous II contiennent chacun quatre parties qui sont parfois mentionnées avec les durées respectives
Note 2 : La ré-édition CD de 2014 se distingue par une piste supplémentaire en n° 6, Bénédiction du Pape (0:33), section qui auparavant faisait partie de l'introduction de Rendez-vous III (Harpe laser)

## Musiciens
- Jean-Michel Jarre : claviers, harpe laser
- Michel Geiss : claviers
- Sylvain Durand : claviers
- Dominique Perrier : claviers
- Francis Rimbert : claviers
- Pascal Lebourg : claviers
- Joseph Hammer : batterie
- Guy Delacroix : basses, synthés basse, contrebasse elec
- Dino Lumbroso : percussions
- Kirk Whalum : saxophone alto
- Christine Durand : soprano
- Kinder High School for the Performing and Visual Arts : chœurs
- The Singing Boys of Houston : chœurs

## Certification
| Pays          | Certification | Équivalence/Ventes |
| ------------- | ------------- | ------------------ |
| France (SNEP) | Platine       | 400,000            |